# EGG
EGG é um formato de arquivo compactado que suporta Unicode e algoritmos de compressão inteligentes. O formato EGG foi criado pela ESTsoft e foi aplicado pela primeira vez em seu software de compressão de arquivos ALZip.
A extensão de nome de arquivo usado por EGG é .egg. Se um arquivo EGG é dividido em vários arquivos menores, os arquivos usam as extensões colocando .volX (X para o número de sequência a partir de 1) à frente de sua extensão original, por exemplo, .vol1.egg, .vol2.egg, .vol3.egg e assim por diante.

## Características
O formato EGG suporta os seguintes recursos:
- Armazena os nomes de arquivo em Unicode
- Criptografia AES-256
- Suporte para a opção de compressão sólida para decidir o melhor método de compressão, ou seja, analisa os arquivos a serem compactados, em seguida, escolhe se quer comprimir mais rápido ou priorizar a taxa de compressão
- Número ilimitado de divisão em pequenos pedaços de arquivos

De acordo com a política de licenciamento da ESTsoft, o pacote EGG inclui fonte de zlib, bzip2 e lzma.

## Software
O software ALZip pode comprimir e extrair o formato de arquivo EGG.
Software Bandizip pode extrair o formato de arquivo EGG.